# تراث شعبي صيني
التراث الشعبي الصيني ويتضمن الأغاني والرقص وفن الدمى والأساطير
وفي الغالب يحكي قصصا عن الطبيعة الإنسانية والأحداث التاريخية والأسطورية، الحب، والخوارق، أو القصص التي تشرح الظواهر الطبيعية

## القصص الشعبية
أقوى التأثيرات على الأدب الشعبي الصيني أتت من البوذية، الكونفشيوسية والطاوية. وبعض القصص الشعبية قد تكون وصلت من الهند أو غرب آسيا عن طريق البوذية، والبعض الآخر ليس لها نظير في غير شرق آسيا.
الأدب الشعبي في الصين يقدم كثير من أشكال الأدب مثل: القصص، الخرافات والأساطير